# コブヒトデ科
コブヒトデ科（Oreasteridae）は、コブヒトデやマンジュウヒトデ、カワテブクロなどを含むアカヒトデ目の科である。

## 概要
コブヒトデのように背中に突起がある種が多いが、カワテブクロのように分厚い種、マンジュウヒトデのように丸い種もいる。コブヒトデのような種は見分けが難しい。

## 分類
World Asteroidea Databaseによる。
- Acheronaster H.E.S. Clark, 1982 1種
- Anthaster Döderlein, 1915 1種
- ツブハダヒトデ属 Anthenea Gray, 1840 オウサマツブハダヒトデ等23種
- Astrosarkus Mah, 2003 リュウグウサクラヒトデ1種
- カワテブクロ属 Choriaster Lutken, 1869 カワテブクロ1種
- マンジュウヒトデ属 Culcita Agassiz, 1836 マンジュウヒトデ等3種
- Gymnanthenea H.L. Clark, 1938 アワユキヒトデ、コアワユキヒトデ等3種
- Halityle Fisher, 1913 ルリイロモザイクヒトデ1種
- Monachaster Döderlein, 1916 1種
- Nectriaster H.L. Clark, 1946 1種
- Nidorellia Gray, 1840 チョコレートチップシースター1種
- Oreaster Müller & Troschel, 1842 2種
- コブヒトデモドキ属 Pentaceraster Döderlein, 1916 コブヒトデモドキ等15種
- Pentaster Döderlein, 1935 ヒョウモンカワテブクロ等2種
- Poraster Döderlein, 1916 ヒトスジコブヒトデ1種
- コブヒトデ属 Protoreaster Döderlein, 1916 コブヒトデ、Protoreaster lincki等3種
- Pseudanthenea Döderlein, 1915 1種
- Pseudoreaster Verrill, 1899 1種